# 9426 Aliante
9426 Aliante eller 1996 CO7 är en asteroid i huvudbältet som upptäcktes den 14 februari 1996 av de båda italienska astronomerna Ulisse Munari och Maura Tombelli vid Cima Ekar-observatoriet. Den är uppkallad efter Aliante, ett italienskt flygplan.
Asteroiden har en diameter på ungefär 6 kilometer och den tillhör asteroidgruppen Koronis.